# محاكاة افتراضية
تكنولوجيا الإيهام والمحاكاة (الافتراضية أو التخيلية) هي تقنيَّة مُوجهة بشكل خاصَّ لتقسيم موارد الحاسوب (والمعالج بشكل خاص) بحيث يمكن لكل قسم أو حيِّز منه أن يُشغّل مِنصَّة أو برنامجاً بحيثُ توهمه بأنها نظام مُستقل تماماً، له موارده المُنفصلة، فيتمكّن المستخدم مثلا من تشغيل نظاميّ تشغيل في آن واحد على ذات الحاسوب، كما تسمح التقنية باستخدام الحاسوب ذاته من قبل عدة مستخدمين في ذات الوقت حيث يعمل كل منهم ببرامج وحتى بأنظمة تشغيل مختلفة عن بعضها البعض وذلك عبر برمجيات تحاكي عتاد الحاسوب و/أو موارده وعبر تقنيات في العتاد ونظم التشغيل تسهل مشاركة العتاد والموارد لحيز أو آخر. يسمى هذا الحيز «بيئة افتراضية»، وفيها «إيهام» للبرمجيات التي تُشغَّل ضمن ذلك الحيز بأنها تعمل على حاسوب وعتاد مستقل.

## البيئة الافتراضية
توفر البيئة الافتراضية (Virtualization) خيارات مميزة منها تمكين مدراء أنظمة المعلومات بتثبيت ترقيات وتحديثات في حيز من الحاسوب بينما يقوم المستخدم بأداء عمله بتطبيقات وبرامج في بيئة أخرى قد تكون نظام تشغيل مختلف على سبيل المثال. وتسرّع هذه التقنية تحميل ملفات نظام التشغيل في حال حدوث خلل في النظام القديم، مع إمكانية التخلي عن النظام ككل واستبداله بنظام آخر بديل موجود مسبقا، ويتم التعامل مع أنظمة التشغيل كالبرامج حيث لم يعد إعادة تحميل نظام تشغيل جديد يتطلب إنشاء صورة للقرص الصلب كما يفعل برنامج غوست (Ghost) على سبيل المثال، وتعتبر ميزة تشغيل عدة أنظمة بنفس الوقت مناسبة لمطوري البرامج أثناء كتابتهم البرامج والأنظمة المختلفة لسهولة التنقل بينها. وتخفف البيئة الافتراضية تكاليف الشركات المتخصصة باستضافة مواقع الشبكة (الانترنت)، فوجود عدد كبير من المستخدمين يتطلب خواديم تكافئ عددهم وهو خيار ناجح أمنياً إلا أنه فاشل اقتصادياً لوجود تكاليف باهظة أهمها الدعم التقني الذي ستوفره الشركة لعملائها. تحل البيئة الافتراضية المعضلة بتقديم كمبيوتر افتراضي مستقل لكل مستخدم يحق له تنزيل البرامج التي يريدها ودون حدوث تضارب مع المستخدمين الآخرين، وفي حال حدوث انهيار في الخادوم سيكون الحل متوفرا بشكل فوري وحتى دون شعور المستخدم بحدوث الخلل.

## أنواع البيئة الافتراضية
هناك ثلاثة أنواع للبيئة الافتراضية هي:
- Paravirtualization
- Binary Translation
- Emulation.

### المحاكاة
تعتبر المحاكاة (بالإنجليزية: Emulation)‏ من أكثر النماذج الشائعة لتطبيقات البيئة الافتراضية وتطبق على نطاق واسع في مجال الألعاب، تمكّن التقنية المستخدم على سبيل المثال من تشغيل نظام ألعاب سوبر نينتيندو (بالإنجليزية: Super Nintendo)‏ بنظام التشغيل ويندوز إكس بي مثلا مع بلاي ستيشن (بالإنجليزية: Playstation)‏ وأتاري (بالإنجليزية: Atari 2600)‏ بأنظمة مختلفة وبنفس الوقت. ويلقى هذا النوع من البيئة الافتراضية من ثغرة تتمثل بتكاليف المعالج الباهظة عند محاكاة وتقليد الأنظمة والأجزاء الصلبة وما يرافقها من ضياع للوقت.

### Paravirtualization أو (PV)
يلقى نموذج البيئة الافتراضية PV إقبالا متزايدا من المستخدمين والشركات على حد سواء كشركة صن Sun التي أعلنت مؤخرا تبنيها هذا النموذج. ويجعل أنظمة التشغيل المستضافة تتعرف على أنها بحالة افتراضية ويوفر توافقا بينها. ويوافق نموذج PV أنظمة التشغيل مفتوحة المصادر مثل لينكس وxBSD ولا يناسب ويندوز.

### BT) Binary Translation)
يعمل النوع BT على تعديل الأوامر التي ينفذها الخادم المضيف في حال وجود خلل أو مشاكل، فعندما يحاول نظام التشغيل تنفيذ أمر ما XYZ والذي قد يسبب مشاكل للخادم، يقوم BT بتعديل الأمر لآخر آمن. ولا يخلو هذا النوع من عيوب تتلخص بالزمن الذي سيستغرقه المعالج في التعرف على الأوامر المغلوطة واستبدالها بأخرى صحيحة.

## تقنية فاندربول Vanderpool الافتراضية من إنتل
أعلنت إنتل عن هذه التقنية "تقنية فاندربول (بالإنجليزية: Vanderpool)‏ الافتراضية" لأول مرة عام 2003، وعرضتها بتشغيل لعبة الحاسوب وبث فيديو رقمي إلى شاشة الحاسوب بنفس الوقت، تتيح تقنية فاندربول تشغيل أكثر من نظام تشغيل في ذات الوقت، كما تسمح لعدة مستخدمين من تشغيل برامج وتطبيقات مختلفة من نفس الحاسوب ودون حدوث خلل، وستقدم إنتل دعما لهذه التقنية في الشرائح التي ستطرحها منتصف العام الجاري، وعملت إنتل مع شركات برامج لتقديم دعم لها في برامجهم دون الاعتماد على دعم نظام التشغيل مثل شركة VMware، ويمكن لشركات البرامج تقديم دعم لبرامجهم من خلال تنزيل مواصفات محددة من موقع إنتل.

## نظام الإدارة الافتراضي
تشير توقعات كثيرة إلى انتشار البيئة الافتراضية على نطاق واسع في المستقبل القريب مع انخفاض ملحوظ في تكاليفها، وقد يكون قطاع الخواديم من أقل القطاعات حماسا لثورة التقنية الافتراضية في حين سيشهد قطاع مستخدمي الشركات الكبيرة تغيرات حاسمة أهمها نظام الإدارة الافتراضي للأجهزة والذي يشكل جزءا لا يتجزأ من رزمة برامج الإدارة التي يمكن تنزيلها على الأجهزة وإجراء التعديلات عليها. يمكن نظام الإدارة الافتراضي المستخدم من تتبع البرامج غير المشروعة المستخدمة في الحاسوب مثلا وإيقافها أو تحميل وإلغاء البرامج المخزنة على القرص الصلب، وإن حاول أحد المستخدمين العبث بملفات نظام التشغيل مثلا يمكنك إلغاء النظام فورا واستبداله بآخر وبسرعة كبيرة، وكذلك الحال مع الفيروسات والبرامج التخريبية التجسسية. وستزوّد إنتل نظام (Virtual Machine Manager (VMM كميزة معيارية في شرائحها مع تقنية VT في معالجات بنتيوم 4 التي أو في معالجات ثنائية تلقب حاليا بـ «سميثفيلد» التي ستطرحها الشركة في النصف الثاني من هذا العام.

## كيفية عمل البيئة الافتراضية
يتطلب إنشاء خادوم افتراضي مستضاف ذاكرة بسعة 4 كيلوبايت واستخدام الأمر VMPTLRD الذي يحول هذه الذاكرة إلى مكان تتوضع فيه جميع البتات عنما يكون نظام التشغيل في حالة سبات وتبقى هذه المنطقة طالما بقي نظام نظام التشغيل بحالة جيدة ولا يواجه أية مشاكل. وللتحكم بالجهاز الافتراضي يمكن استخدام أحد الأمرين VMLaunch وVMResume.
- يعمل الأمر VMResume على تعريف حالة المعالج من منطقة الذاكرة ليتحكم بعدها بنظام تشغيل الخادوم المستضاف.
- يقوم الأمر VMLaunch بنفس المهام إلا أنه ينشأ نموذجا للتحكم بالجهاز الافتراضي Virtual Machine Control Structure حيث يتم تحديد المهام المطلوبة والممنوعة. وتكون النتيجة سرعة في الأداء ونظاما متكاملا.

قد يتبادر إلى ذهن القارئ كيف يمكن تعطيل نظام التشغيل هذا والانتقال للعمل بنظام آخر؟ يلعب عدد من الأنماط النقطية Bitmaps في بيئة التحكم بالآلة الافتراضية VMCS دورا مهما هنا. تتكون الأنماط من 32 بت يمثل كل واحد منها مهمة معينة وإذا حصل خلل في ذلك البت يختار المعالج التوقف عن العملية ويحوّل الأمر VMResume إلى الخادوم المستضاف الآخر ليعود النظام إلى حالته الطبيعية.

## خيارات واسعة من البيئة الافتراضية
تعد البيئة الافتراضية ذات طبيعة ديناميكية مرنة تتماشى مع التطور التقني الذي يشهده قطاع تقنية المعلومات، وتتنوع خيارات هذه البيئة فمن الممكن مثلا إنشاء بيئة افتراضية جزئية فبدلا من جعل كامل النظام بوضع افتراضي يمكن اختيار أجزاء من هذا النظام وتحويلها للحالة الافتراضية ليعمل كل برنامج على جهاز افتراضي بشكل مستقل عن بقية البرامج ولتوفر على المستخدم تكاليف شراء عدد من الحواسيب يساوي عدد المستخدمين الفعليين.

## الحلول الأمنية للبيئة الافتراضية
توفر البيئة الافتراضية قائمة طويلة من مزايا الحماية أهمها تفحص البرامج غير المناسبة والتعرف عليها ورفض تنزيلها على الجهاز الافتراضي، فعند تصفح مواقع الشابكة (الانترنت) مثلا يقوم النظام بجمع معلومات عن عملية التصفح هذه قبل إغلاق الجهاز الافتراضي وسيتعذر على الفيروسات الانتشار عن تشغيل المتصفح في المرات القادمة نظرا لتحميل النظام لملفات كوكيز المفيدة.

## مستقبل البيئة الافتراضية
تعد تقنية البيئة الافتراضية من التقنيات المتنامية وسيمضي بعض الوقت على تبني الحواسيب المكتبية لهذه البيئة نظرا لتوقف انتشار هذه التقنية على توفر دعم لها في أنظمة التشغيل المختلفة، وعدم ملائمتها للتطبيقات المستخدمة في هذا النوع من الحواسيب، ولكن إنتل حلت هذه المعضلة عن طريق تعاملها مع شركات برامج لتقديم دعم لها في برامجهم دون الاعتماد على دعم أنظمة التشغيل. ويتبنى مطورو البرامج وأنظمة التشغيل غير هذه التقنية إضافة إلى الشركات المتخصصة بإنتاج مكونات الحاسوب الصلبة أمثال آي بي إم وأيه إم دي، وقد تعاني البيئة الافتراضية من سلبيات أهمها انخفاض أداء الجهاز الافتراضي (البيئة الافتراضية) مثلا عند تنزيل أكثر من نظام تشغيل على جهاز واحد. إضافة إلى التكاليف الباهظة، إلا أنه يمكن التغاضي عن جميع هذه السلبيات لحساب المزايا الإيجابية التي تقدمها هذه البيئة.